# Macrobrachium praecox
Macrobrachium praecox is een garnalensoort uit de familie van de Palaemonidae. De wetenschappelijke naam van de soort is voor het eerst geldig gepubliceerd in 1928 door Roux.